# Estérençuby
Estérençuby [ɛsteʁɛ̃sybi] (baskisch Ezterenzubi) ist ein Dorf und eine Gemeinde mit 304 Einwohnern (Stand 1. Januar 2022) im französischen Département Pyrénées-Atlantiques in der Region Nouvelle-Aquitaine (vor 2016: Aquitanien). Die Gemeinde gehört zum Arrondissement Bayonne und zum Kanton Montagne Basque (bis 2015: Kanton Saint-Jean-Pied-de-Port).
Die Einwohner werden Ezterenzubitar genannt.

## Geographie
Estérençuby liegt ca. 60 km südöstlich von Bayonne in der Region Pays de Cize in der historischen Provinz Nieder-Navarra im französischen Teil des Baskenlands an der Grenze zur Autonomen Gemeinschaft Navarra im Norden Spaniens.
Die höchste Erhebung im Gebiet der Gemeinde ist der Errozate (1347 m) unweit der spanischen Grenze.
Umgeben wird Estérençuby von den Nachbargemeinden:
|              | Aincille Ahaxe-Alciette-Bascassan           |            |
| Saint-Michel | Kompassrose, die auf Nachbargemeinden zeigt | Lecumberry |
|              | (Provinz Navarra)                           |            |

Estérençuby liegt im Einzugsgebiet des Flusses Adour. Ein Nebenfluss des Adour, die Nive, hier Nive de Béhérobie genannt, durchströmt das Gemeindegebiet zusammen mit ihren Zuflüssen:
- Ruisseau Apalimalda,
- Iparraguerréko Erreka und seinem Zufluss
  - Toutapéko Erreka,
- Ruisseau d’Orion,
- Uharréko Erréka,
- Azkondéguiko Erreka und seinem Zufluss
  - Teilleryko Erreka,
- Ruisseau de Bihurry,
- Ampro mit den Zuflüssen
  - Intzarrazquyko Erreka,
  - Ahuntzarryko Erreka,
  - Indabordako Erreka und
  - Harruskoriko Erréka,
- Sassitako Erreka.[3]

## Geschichte
Die Gemeinde ist am 11. Juni 1842 entstanden aus Teilen der umliegenden Gemeinden Ahaxe-Alciette-Bascassan, Aincille, Bustince-Iriberry, Caro, Lecumberry, Mendive, Saint-Jean-le-Vieux und Saint-Michel.

### Wappen

Wappen von Estérençuby

Das Wappen wurde 2012 von der Gemeinde übernommen und lässt sich nach Guy Ascarat, Heraldiker und Historiker, folgendermaßen interpretieren.
Es handelt sich hier um ein Wappen mit anschaulichen Figuren. Der baskische Name Ezterenzubi der Gemeinde lässt sich mit „Brücke über Schlucht“ übersetzen. Das schroffe Gebirge schmückt das ganze Tal. Die Sterne, Symbole des Lebens, erinnern an die vier Ortsteile Etchartea, Esterenguibel, Phagalcette und Behérobie.

### Einwohnerentwicklung
Nach einem Höchststand der Einwohnerzahl von fast 900 Einwohnern in der Mitte des 19. Jahrhunderts hat sich die Zahl bei kurzen Wachstumsphasen bis heute um rund 60 % reduziert.
| Jahr      | 1962 | 1968 | 1975 | 1982 | 1990 | 1999 | 2006 | 2009 | 2022 |
| --------- | ---- | ---- | ---- | ---- | ---- | ---- | ---- | ---- | ---- |
| Einwohner | 530  | 503  | 512  | 457  | 427  | 382  | 382  | 358  | 304  |

## Sehenswürdigkeiten

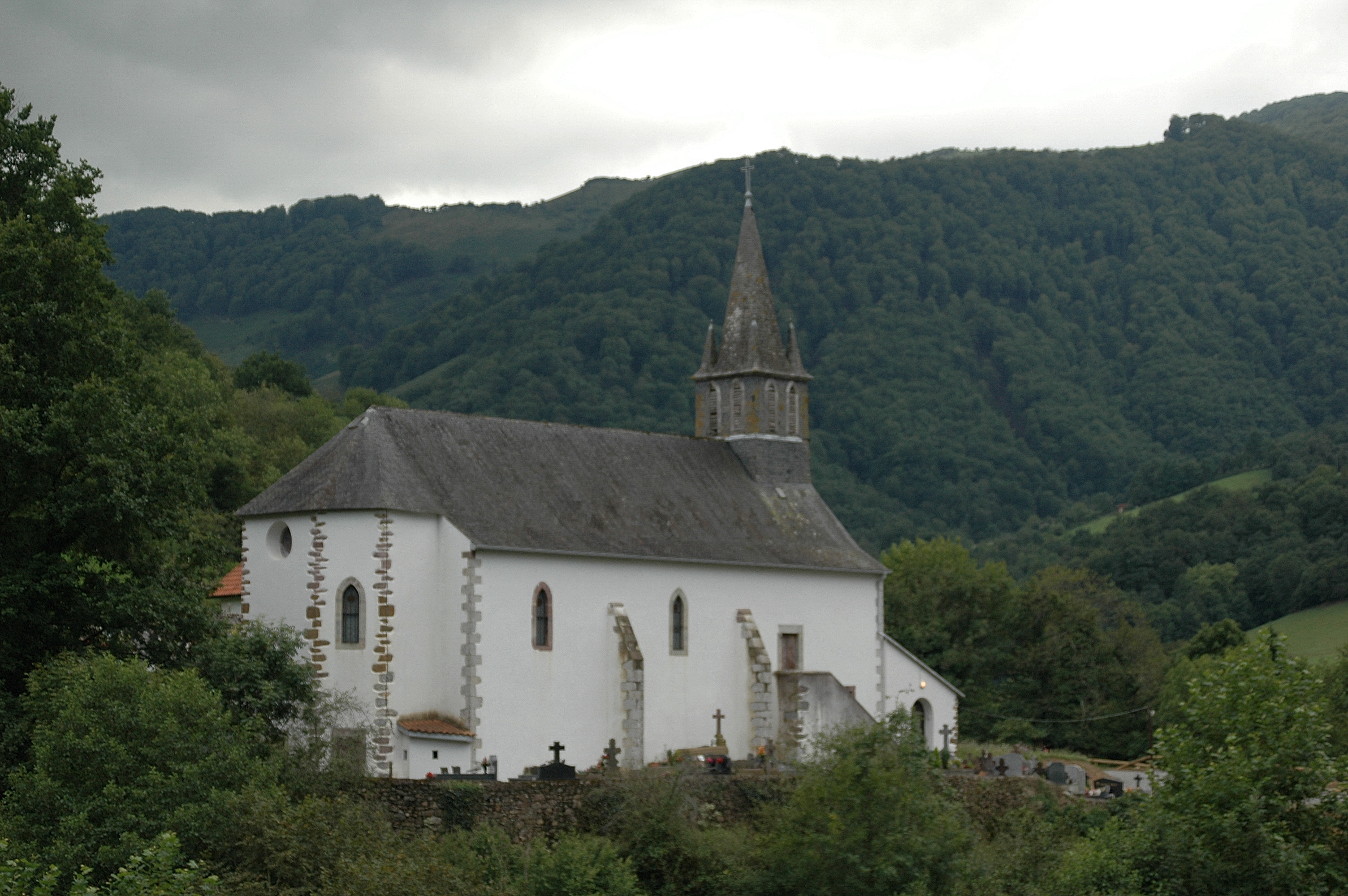
Pfarrkirche Notre-Dame

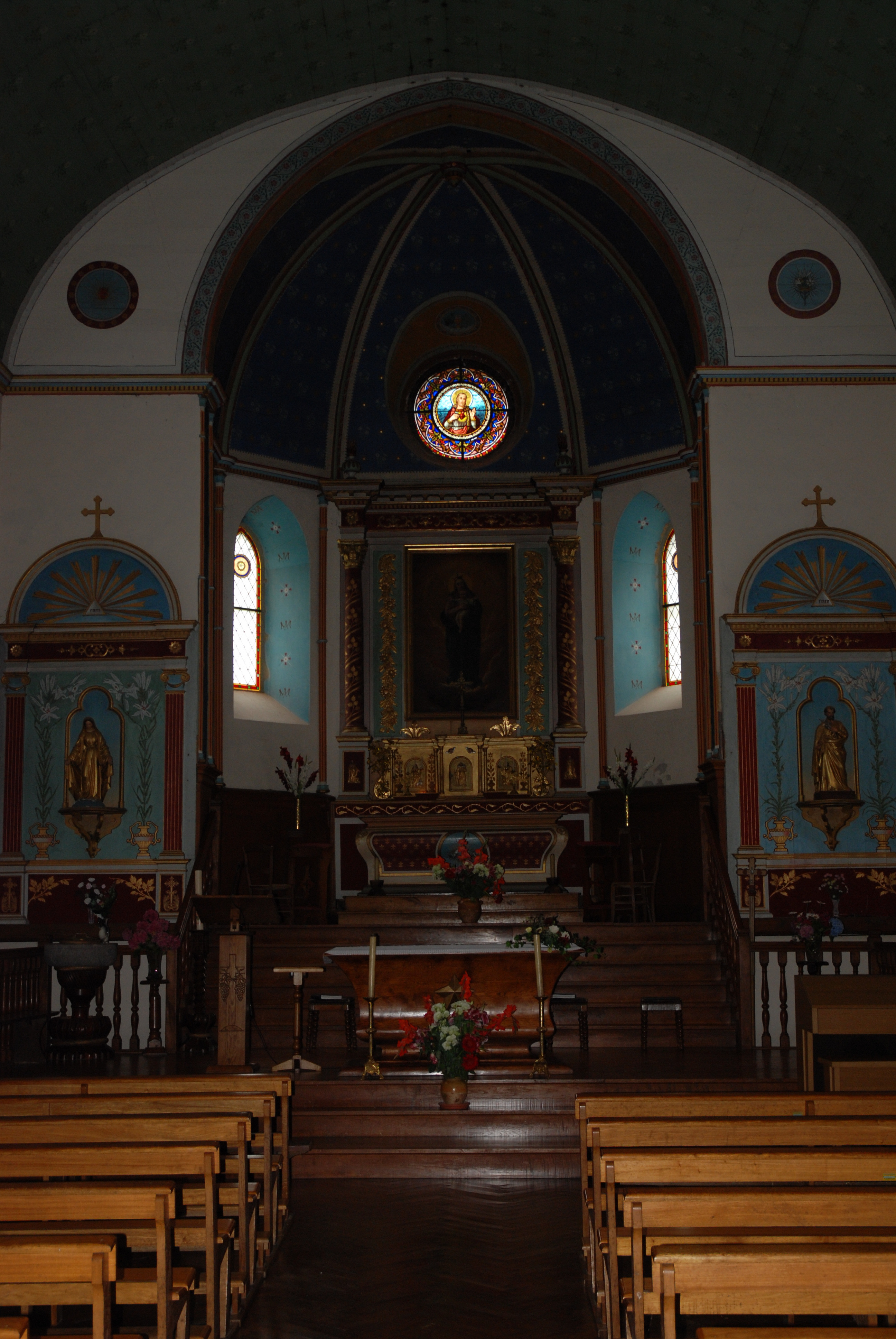
Innenraum der Pfarrkirche

- Pfarrkirche, gewidmet Johannes dem Täufer und Maria, der Mutter Jesu. Die Inschrift auf dem Spitzbogen über der Eingangstür der Kirche zeigt die Jahreszahl 1866 und weist auf das Jahr der Errichtung des Gotteshauses hin. Die Initiative ging vom damaligen Pfarrer Bourbotte aus, wie eine weitere Inschrift auf einer Grabstele unter dem Vorbau verrät: „CI-GIT L’ABBE BOURBOTTE CURE D’ESTERENCUBY DE 1866 A 1885 MORT A L’AGE DE 47 ANS APRES AVOIR CONSTRUIT CETTE EGLISE“ (deutsch Hier ruht der Priester Bourbotte, Pfarrer von Esterençuby von 1866 bis 1885, gestorben mit 47 Jahren, nachdem er diese Kirche erbaut hatte). Die Kirche ersetzt an derselben Stelle ein früheres Gotteshaus, dessen Baudatum unbekannt ist, obwohl Schriften von 1828 es bereits erwähnten. Im 20. Jahrhundert erfolgte eine Restaurierung, die den Bau des Eingangsvorbaus und eines kleinen Anbaus an die Apsis einschloss. Ein Glockenturm mit schiefergedeckter Mauerverkleidung, vier Dachreitern und polygonalem Helm erhebt sich auf die schiefergedeckte Kirche im Westen. Nach Osten ist sie mit einer Apsis mit abgeschrägten Mauerflächen und polygonalem Krüppelwalmdach abgeschlossen. Die Wände des Langbaus mit einem Hauptschiff sind mit einem Mauerwerk aus Kalkstein und Sandstein verbaut und mit spitzbogenförmigen Fenstern versehen. Die Decke im Innern ist ein falsches spitzes Tonnengewölbe, die Chordecke ein falsches Kreuzrippengewölbe. Wie in baskischen Kirchen üblich, umgibt eine Empore, die traditionell den Männern während einer Messe vorbehalten ist, den Innenraum.[7][8]

## Wirtschaft und Infrastruktur

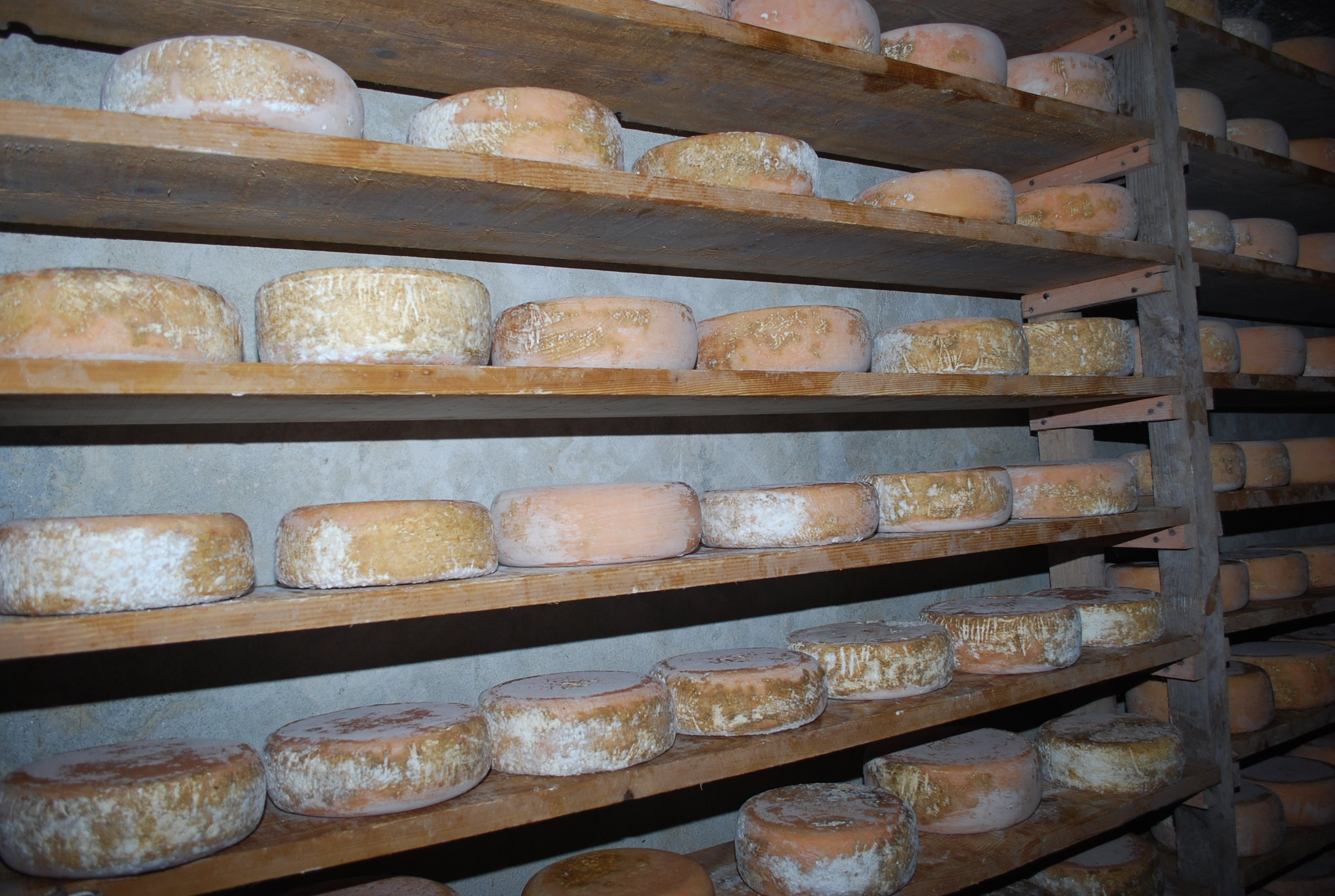
Ossau-Iraty

Landwirtschaft und Dienstleistungen sind wichtige Wirtschaftsfaktoren der Gemeinde. Estérençuby liegt in den Zonen AOC des Ossau-Iraty, eines traditionell hergestellten Schnittkäses aus Schafmilch, sowie der Schweinerasse und des Schinkens „Kintoa“.

### Bildung
Die Gemeinde verfügt über eine öffentliche Grundschule.

### Sport und Freizeit
Der Fernwanderweg GR 10 von Hendaye am Atlantik nach Banyuls-sur-Mer am Mittelmeer führt über 850 km entlang des Pyrenäenkamms und auf diesem Weg auch durch die Gemeinde.

### Verkehr
Estérençuby ist erreichbar über die Routes départementales 301 und 428.

## Persönlichkeiten
- Manex Etxamendi, geboren am 20. Mai 1873 in Estérençuby, gestorben am 28. April 1960, war Schriftsteller und Bürgermeister von Estérençuby.
- Eñaut Etxamendi, geboren am 22. August 1935 in Estérençuby, ist Schriftsteller, Lehrer, Landwirt und Sänger.
- Manex Goyhenetche, Manex Goihenetxe Etxamendi oder Jean Goyhenetche, geboren am 22. September 1942 in Estérençuby, gestorben am 2. Mai 2004 bei einem Unfall bei einer Wanderung in den Pyrenäen, war Lehrer, Historiker, Politiker, Schriftsteller und Mitglied der Königlichen Akademie der Baskischen Sprache.